# Nicole Agnelli
Nicole Agnelli (Sondrio, Italia, 25 de febrero de 1992) es una exesquiadora alpina italiana.
Compitió en el Festival Europeo Juventud Olímpica de 2009, los Campeonatos del Mundo Junior de 2012 y 2013 con un 33.º puesto como su mejor resultado individual, pero además ganó una medalla de plata en el evento deportivo de 2012.
Hizo su debut en la Copa del Mundo de Esquí Alpino en diciembre de 2013 en Courchevel. Recibió sus primeros puntos de la Copa del Mundo en marzo de 2014, terminando en 21.º puesto en el slalom gigante de Åre. Mejoró a una 17.º posición en diciembre de 2014 en Kühtai, pero luego compitió sin terminar una sola carrera en los circuitos de la Copa del Mundo de 2015-16 o 2016-17.
Representó al club deportivo GS Fiamme Oro.